# مرسادا بچیرسپهیک
مرسادا بچیرسپهیک (انگلیسی: Mersada Bećirspahić؛ زادهٔ ۸ دسامبر ۱۹۵۷) بازیکن بسکتبال اهل یوگسلاوی است.
وی در مسابقات کشوری و بین‌المللی در مجموع برندهٔ ۱ مدال برنز شده‌است.